# 海上自衛隊潜水医学実験隊
海上自衛隊潜水医学実験隊（かいじょうじえいたいせんすいいがくじっけんたい、英称：JMSDF Undersea Medical Center）は、横須賀基地田浦地区に所在する海上自衛隊の防衛大臣直轄部隊である。潜水医学実験隊司令は、海将補をもって充てられており、防衛大臣の指揮監督を受ける。

## 概要
潜水に関する医学や心理学、人間工学などを研究し、潜水艦乗組員や潜水員（ダイバー）の安全を確保するための実験・訓練を行う機関である。地上に深海を再現する深海潜水訓練装置を保有するほか、水流装置を備えた深さ11mの訓練水槽や潜水病治療用の設備を持ち、潜水医学研究の最先端としてダイバーの教育、訓練、指導を行っている。

## 任務
1. 潜水医学に関する調査研究及び試験に関すること[1]。
2. 潜水医学及び飽和潜水に関する教育訓練に関すること[1]。
3. 自衛艦の乗員に対する潜水医学及び飽和潜水に関する訓練の指導及び訓練に対する協力に関すること[1]。
4. 診療及び保健衛生に関すること[1]。
5. 潜水艦の乗員及び潜水を行う者の適性検査に関すること[1]。

## 沿革

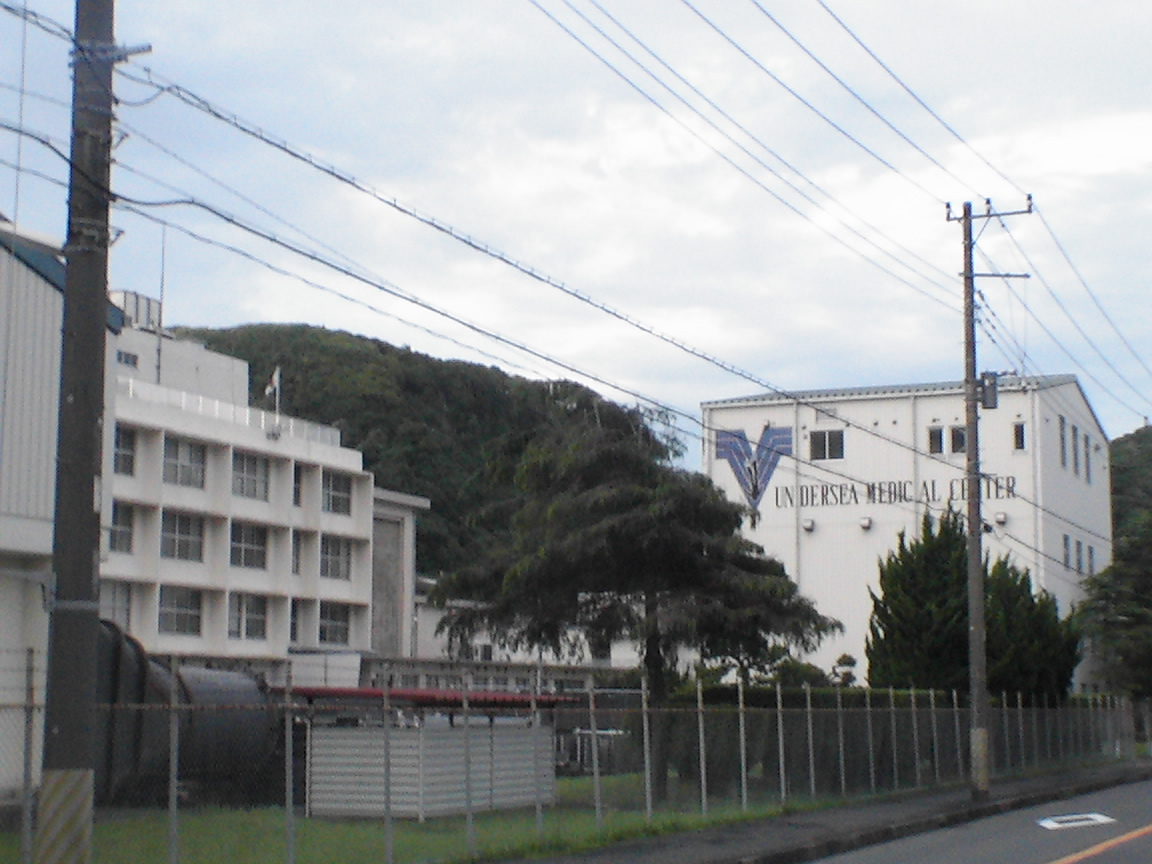
久里浜地区時代の潜水医学実験隊

- 1967年（昭和42年）2月1日：海上自衛隊横須賀地区病院に潜水医学実験部新設[3]
- 1977年（昭和52年）12月27日：防衛庁長官直轄部隊として潜水医学実験隊に改称し、久里浜地区に新編[2]
- 1986年（昭和61年）3月：飽和潜水課程教育開始[2]
- 1989年（平成元年）7月：潜水医官課程教育開始[2]
- 1992年（平成04年）10月：飽和潜水450mを達成[2]
- 2013年（平成25年）1月17日：新庁舎が落成し[2]、現在地に移転

## 部隊編成
- 企画室
- 管理部
- 実験第1部
- 実験第2部
- 実験第3部
- 教育訓練部

## 主要幹部
| 官職名                       | 階級    | 氏名     | 補職発令日     | 前職                                                           |
| ---------------------------- | ------- | -------- | -------------- | -------------------------------------------------------------- |
| 海上自衛隊潜水医学実験隊司令 | 海将補  | 𠮷井秀彦 | 2025年08月01日 | 自衛隊呉病院長                                                 |
| 副長 兼 教育訓練部長         | 1等海佐 | 竪山博幸 | 2024年08月26日 | 海上自衛隊第1術科学校主任教官 兼 海上自衛隊第1術科学校研究部員 |

| 代 | 氏名                 | 在任期間                | 出身校・期              | 前職                                                              | 後職                                                         |
| -- | -------------------- | ----------------------- | ----------------------- | ----------------------------------------------------------------- | ------------------------------------------------------------ |
| 01 | 伊藤善三郎           | 1977.12.27 - 1978.12.10 | 千葉医大専 昭和19年卒   | 海上自衛隊横須賀地区病院 潜水医学実験部長                         | 海上幕僚監部付 →1979.2.1 退職                                |
| 02 | 山田 淳              | 1978.12.11 - 1981.1.7   | 山口県立医専 昭和26年卒 | 海上自衛隊舞鶴地区病院長 →1979.9.1 海将補昇任                     | 官吏死亡                                                     |
| 03 | 川口幸夫             | 1981.1.7 - 1983.3.14    | 千葉医大 昭和32年卒     | 海上幕僚監部衛生部医務班長 →1981.2.16 海将補昇任                  | 海上幕僚監部衛生部長                                         |
| 04 | 大岩弘典 （1等海佐） | 1983.3.16 - 1986.9.30   | 日大医学部 昭和34年卒   | 海上幕僚監部衛生部医務班長                                        | 自衛艦隊司令部幕僚                                           |
| 05 | 濱田 清              | 1986.10.1 - 1989.12.14  | 順天堂医科大 昭和30年卒 | 海上自衛隊横須賀地区病院 →1986.12.5 海将補昇任                    | 退職                                                         |
| 06 | 大岩弘典             | 1989.12.15 - 1992.6.15  | 日大医学部 昭和34年卒   | 自衛隊横須賀病院副院長                                            | 海上幕僚監部首席衛生官                                       |
| 07 | 藤井 明              | 1992.6.16 - 1994.3.31   | 広島大学 昭和41年卒     | 自衛艦隊司令部幕僚                                                | 自衛隊中央病院診療放射線技師養成所長                         |
| 08 | 伊藤敦之             | 1994.4.1 - 1999.3.28    | 北海道大学 昭和42年卒   | 自衛隊大湊病院長 →1994.7.1 海将補昇任                             | 退職                                                         |
| 09 | 北村 勉              | 1999.3.29 - 2003.6.30   | 長崎大学 昭和43年卒     | 自衛隊佐世保病院長 →1999.7.9 海将補昇任                           | 退職                                                         |
| 10 | 大塚八左右           | 2003.7.1 - 2007.10.31   | 防医大1期               | 自衛隊佐世保病院長                                                | 自衛隊中央病院副院長 兼 自衛隊中央病院診療放射線技師養成所長 |
| 11 | 平田文彦             | 2007.11.2 - 2011.8.4    | 防医大4期               | 海上幕僚監部首席衛生官付衛生企画室長                              | 自衛隊横須賀病院長                                           |
| 12 | 佐藤道哉             | 2011.8.5 - 2014.8.4     | 防医大8期               | 自衛隊大湊病院長                                                  | 海上幕僚監部首席衛生官                                       |
| 13 | 井上公俊             | 2014.8.5 - 2016.6.30    | 防医大6期               | 自衛隊中央病院第1外科部長                                         | 自衛隊横須賀病院長                                           |
| 14 | 德永徹二             | 2016.7.1 - 2018.7.31    | 防医大9期               | 自衛隊横須賀病院副院長 兼 企画室長                                | 自衛隊横須賀病院長                                           |
| 15 | 小川 均              | 2018.8.1 - 2020.12.21   | 防医大13期              | 自衛隊中央病院第3外科部長                                         | 海上幕僚監部首席衛生官                                       |
| 16 | 塚嵜哲史             | 2020.12.22 - 2022.7.31  | 防医大14期              | 自衛隊横須賀病院副院長 兼 企画室長                                | 自衛隊横須賀病院長                                           |
| 17 | 澤村岳人             | 2022.8.1 - 2024.3.27    | 防医大17期              | 自衛隊中央病院第1精神科部長 兼 海上幕僚監部首席衛生官付衛生企画室 | 海上幕僚監部首席衛生官                                       |
| 18 | 松崎宏治             | 2024.3.28 - 2025.7.31   | 防医大14期              | 自衛隊横須賀病院副院長（医務担当） 兼 企画室長                    | 自衛隊横須賀病院長                                           |
| 19 | 𠮷井秀彦             | 2025.8.1 -              |                         | 自衛隊呉病院長                                                    |                                                              |